# Taifa
Taifa er en betegnelse som bruges om de forskellige småkongedømmer som herskede i al-Andalus (muslimsk Iberia) i 1000-tallet fra Córdoba-kalifatet kollapsede, til Almoraviderne erobrede al-Andalus. Splittelse og kaos i denne periode gav den muslimske position på halvøen et varigt knæk og var en af hovedfaktorene til at den kristne generobring, reconquista, lykkedes.
Taifaerne opretholdt samme kulturelle niveau som Córdoba-kalifatet, men var militært svage. De var ofte nødt til at betale tribut til de kristne konger eller betale dem for at angribe rivaler.

## De vigtigste taifaer
- Badajoz (1012-1094, erobret af almoraviderne
- Córdoba (1031-1069), erobret af Sevilla
- Granada (1013-1090), erobret af almoraviderne
- Sevilla (1023-1091), erobret af almoraviderne
- Saragossa (1010-1110, erobret af almoraviderne
- Toledo (1012-1085), erobret af Castilien
- Ceuta (1061-1084), erobret af almoraviderne[1]

## Eksterne kilder og henvisninger
1. ↑   Maḏāhib al-ḥukkām fī nawāzil al-aḥkām, by ʻIyāḍ ibn Mūsá,Muḥammad Ibn al-Qāḍī ʻIyāḍ